# Marcello Bertinetti (Fechter, 1885)
Marcello Bertinetti (* 26. April 1885 in Vercelli; † 2. Januar 1967 ebenda) war ein italienischer Fechter, Fußballspieler und zweifacher Olympiasieger.
Er focht für den FC Pro Vercelli. Sein Sohn Franco Bertinetti gewann zwei Mal mit der Degen-Mannschaft bei Olympischen Spielen 1952 und 1956, sein Enkel Marcello Bertinetti focht ebenfalls, er nahm an den Olympischen Sommerspielen 1976 teil.
Bertinetti war auch Fußballspieler und Spielertrainer bei der SG Pro Vercelli, mit der er 1908 Italienischer Meister wurde. Dabei wurde erst auf seine Initiative hin 1900 eine Fußballsektion gegründet, womit er gewissermaßen ein Gründervater des Vereins ist.
Nach ihm benannte die italienische Stadt Vercelli die Straße Via M. Bertinetti.

## Erfolge
Bei den Olympischen Spielen 1908 in London erfocht Marcello Bertinetti Silber mit der Säbel-Mannschaft. Mit der Degen-Mannschaft wurde er Vierter.
Bei den Olympischen Spielen 1924 in Paris errang Bertinetti Gold mit der Säbel- und Bronze mit der Degen-Mannschaft.
Bei den folgenden Olympischen Spielen 1928 in Amsterdam gewann er Gold mit der Degen-Mannschaft.
1929 erreichte Bertinetti bei den Weltmeisterschaften in Neapel Silber im Degen-Einzel.